# Автошлях О 150514
Автошлях О150514 — автомобільний шлях місцевого значення в Миколаївській області. Колишній автошлях Т-15-11, перейменовано з 1 вересня 2017 року, у зв'язку з прийняттям постанови Кабінету Міністрів України від 9 серпня 2017 р. № 654 «Про внесення змін у додаток постанови Кабінету Міністрів України від 16 вересня 2015 р. № 712» внесено зміни до постанови Кабінету Міністрів України від 16 вересня 2015 р. № 712 «Про затвердження переліку автомобільних доріг загального користування державного значення щодо змін назв, статусу протяжності та значень низки автомобільних доріг загального користування державного значення». Проходить територією Братського та Вознесенського районів через Братське — Вознесенськ. Загальна довжина — 36,5 км.